# Ловлендс

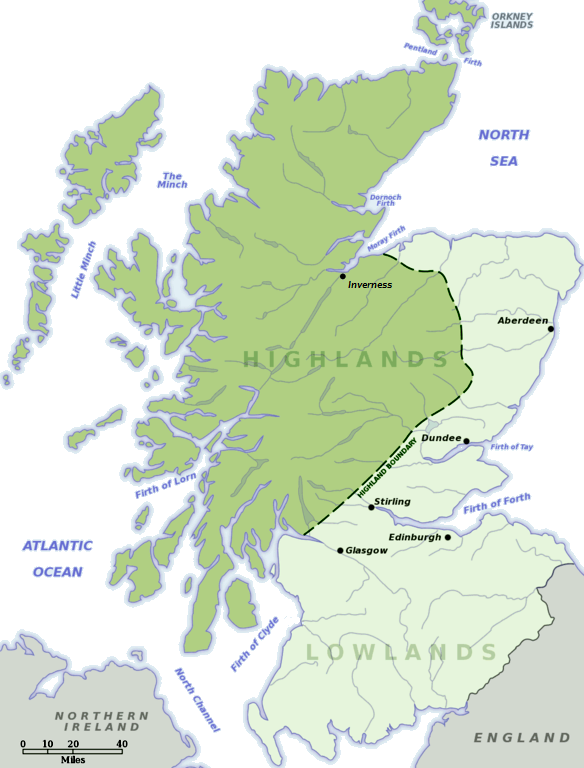
Поділ Шотландії на Хайлендс і Лоулендс

Шотландські Ловлендс (низинні землі, англ. Lowlands, гельськ. a' Ghalldachd, тобто не гельський регіон, шотл. Lallans) — одна з двох культурних та історико-географічних частин Шотландії. Використовується термін лише на противагу Гайленду. Займає рифтове пониззя Шотландської низовини англ. Central Belt, східне узбережжя та Південно-шотландську височину. Цікаво, що остання не є в прямому розумінні пониззям (гори Merrick 843 м, Broad Law 840 м), як і частина Гайленду рівнинний острів Айлей та гірські долини не перевищують рівня моря й на 50–120 м.